# Villa Adriana
La villa de Adriano, conocida comúnmente como Villa Adriana, es uno de los más famosos complejos arqueológicos romanos. Está situada a 23 kilómetros de Roma, en las afueras de Tívoli. Fue declarada Patrimonio de la Humanidad por la Unesco en 1999.

## Historia
La villa fue creada en Tibur (actual Tívoli) como lugar de retiro de Roma por el emperador Adriano en el siglo II. Se decía que a Adriano le disgustaba el palacio del monte Palatino de Roma, lo que le llevó a construir este lugar de retiro, donde pasó los últimos años de su vida y desde donde gobernó el imperio. Una gran corte, por lo tanto, vivió allí de manera permanente.
Después de Adriano, la villa fue usada por varios de sus sucesores. Durante el declive del Imperio Romano, la villa cayó en desuso y quedó parcialmente en ruinas. En el siglo XVI, el cardenal Hipólito II de Este hizo que gran parte de los mármoles y estatuas de la villa se trasladara para decorar su propia residencia (Villa de Este) ubicada en las cercanías. Entre las estatuas que había aquí se citan una copia del Discóbolo de Mirón, las ocho musas de Cristina de Suecia (Museo del Prado) y posiblemente la Diana de Versalles (Museo del Louvre).

## Estructura y arquitectura
La Villa Adriana era un complejo de más de 30 edificios en una extensión de al menos un kilómetro cuadrado, gran parte de la cual aún está sin excavar. La villa fue el más grande ejemplo romano de un jardín tipo alejandrino, recreando un paisaje sagrado.
La Villa es como una pequeña ciudad con palacios, fuentes, varias termas, bibliotecas, teatro, templos, salas para ceremonias oficiales y habitaciones para los cortesanos, los pretorianos y los esclavos.
Reunió distintas construcciones que representan diferentes lugares y monumentos del mundo romano. Por ello muestra ecos de diferentes órdenes arquitectónicos, en su mayor parte griegos y egipcios. Adriano, un emperador que viajó mucho, tomó prestados estos diseños, como las cariátides para el Canopo, junto con las estatuas junto a ellos representando al dios egipcio de la fertilidad, Bes. La biografía de Adriano afirma que las zonas de la villa recibieron su nombre de lugares que el emperador vio durante sus viajes. Sólo unos pocos lugares mencionados en la biografía pueden tener un correlato preciso con las ruinas de la actualidad.
Una de las partes de la villa más sorprendentes y mejor conservadas son una piscina y una gruta artificial que recibieron el nombre de Canopus («Canopo») y Serapeum, respectivamente. Canopo era una ciudad egipcia donde había un templo (Serapeum) dedicado al dios Serapis. Sin embargo, la arquitectura tiene influencias griegas (lo cual es típico en la arquitectura romana del Alto y Tardío Imperio) como puede verse en las columnas corintias y las copias de famosas estatuas griegas que rodean la piscina. Del agua emergía un cocodrilo esculpido con todo detalle.
Una anécdota involucra al Serapeum y su cúpula en forma peculiar. Un destacado arquitecto de la época, Apolodoro de Damasco, despreció los diseños de Adriano, comparando la cúpula del Serapeum con una «calabaza». La cita íntegra es: «Vete y dibuja tus calabazas. No sabes nada de estos asuntos arquitectónicos». Cuando Adriano se convirtió en emperador, Apolodoro sufrió el exilio y más tarde se ordenó su muerte.
Una estructura interesante en la villa es el llamado Teatro marítimo. Consiste en un pórtico redondo con una bóveda sostenida por pilares. Dentro del pórtico hay una piscina en forma de anillo con una isla central. En la Antigüedad la isla estaba conectada con el pórtico por dos puentes levadizos. En la isla hay una pequeña villa romana completa, con un atrio, una biblioteca, un triclinium y pequeños baños. Muestra estilo jónico clásico. La zona fue usada probablemente por el emperador como un retiro de la atareada vida cortesana.

## Los Edificios de la Villa
La villa cuenta con los siguientes edificios (algunos con nombres modernos) denominados según el uso (ej. termas, templo, etc.):

### La Plaza de Oro (Piazza d'Oro)

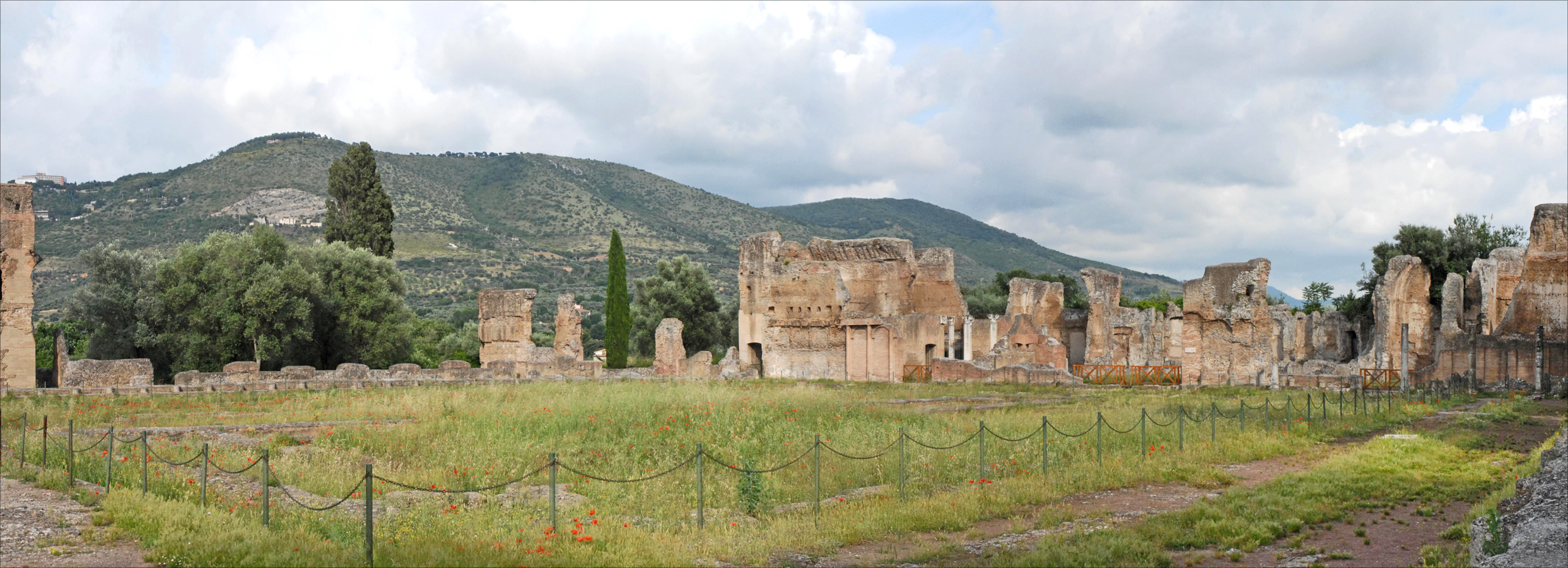
Vista panorámica de la Plaza de Oro.

Era un complejo períptero con una fuente rectangular central, que divide longitudinalmente la explanada de los jardines, en el lado sur de la cual se levanta un edificio menos grandioso de una planta octogonal central y una cúpula. Las columnas, erigidas en un peristilo con cuatro alas rodeado por un pórtico son de cipolino y granito egipcio. En las alas este y oeste se encuentran dos largas galerías subterráneas (criptopórticos) que conducen desde el este hacia el edificio principal. 
Detrás del pórtico en el lado norte se encuentran los restos de la granja, una estructura de una época anterior, caracterizadas por pisos de mosaico de baja calidad y utilizadas por la servidumbre. En esta ala de la villa se encontraron los retratos imperiales de Vibia Sabina, Marco Aurelio y Caracalla. La riqueza de los entornos y el marco arquitectónico, derivado por el alto número de agujeros de los cuales colgaban los mármoles, sugiere que esta zona estaba vinculada a las funciones públicas del edificio.

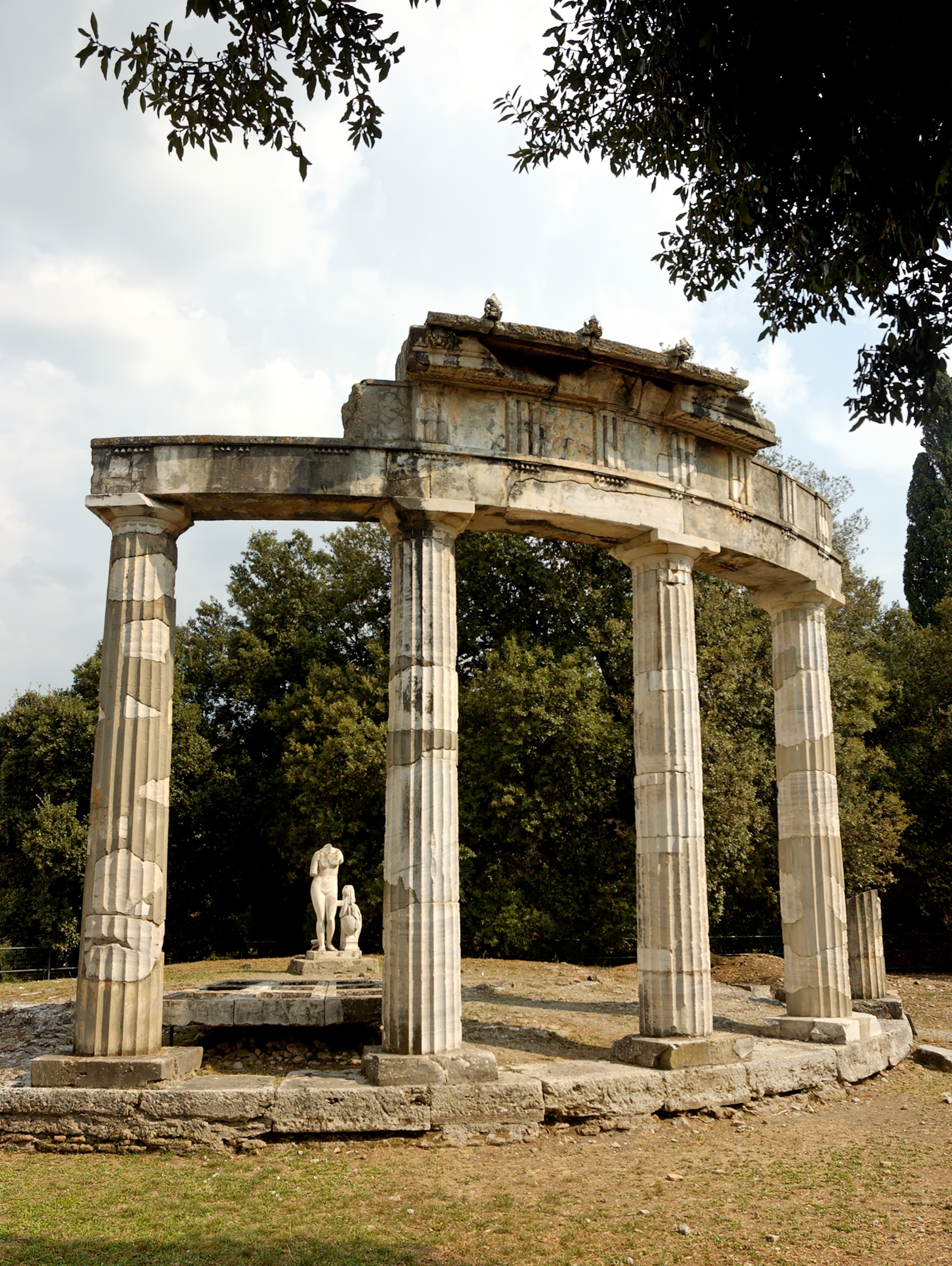
Templo di Venere Cnidia

### Templete circular de Venus(Temple di Venere Cnidia)
Alrededor de un paisaje repleto de montañas y árboles se encuentra el «Templete circular de Venus», un espacio constituido por una serie de columnas dóricas, en forma semicircular, que fueron recreadas a mediados del siglo pasado gracias a los fragmentos que se encontraron esparcidos por el terreno. Estos eran los elementos que le daban forma a un tholos —templo redondo— dedicado a la diosa Venus. Así pues se observa como la arquitectura que predomina en esta zona es la griega, ya que tanto el tholos como las columnas de este estilo eran originarios a la Antigua Grecia.
En medio de esa composición circular se custodió una copia de la obra original de Praxíteles. Dicha obra fue llamada Venus de Cnido  y recibió tal nombre porque los habitantes de Cnidia fueron los que se quedaron con la estatua original tras ser ésta rechazada en la ciudad de Cos, al igual que su creador. Por otra parte, también se registraron otras esculturas que no se hallan en la actualidad en el templo nombrado, sino en diversos museos, como es el caso de la escultura de Apolo o la del Discóbolo.

### ElTeatro Marítimo
Una denominación moderna, es uno de los primeros edificios de la villa, por lo que se ha interpretado de haber sido la primera residencia temporal de Adriano en el sitio. Sus características de separación hace creíble la hipótesis de que el sitio constituye la parte más íntima del complejo.
La estructura, que se alzó en el 118, fue construida cerca de una existente villa republicana. Es un complejo muy singular de una sola planta, sin ninguna relación con la forma habitual de un teatro romano, consiste de un pórtico del cual no queda nada, solamente el umbral de la aurícula y restos reconocibles de pisos de mosaico. En el interior consta de un pórtico circular con columnas jónicas. El porche tiene vistas a un canal redondo que lo encierra y en el centro del cual se encuentra una pequeña isla de 45 m de diámetro, que también está compuesta de una sala y un porche alineado con la entrada, además de un pequeño jardín, un complejo termal y letrinas. El centro no consta con ningún puente de piedra que una la isla con el resto del complejo, y para acceder a él tuvo que estirarse un corto puente de madera.

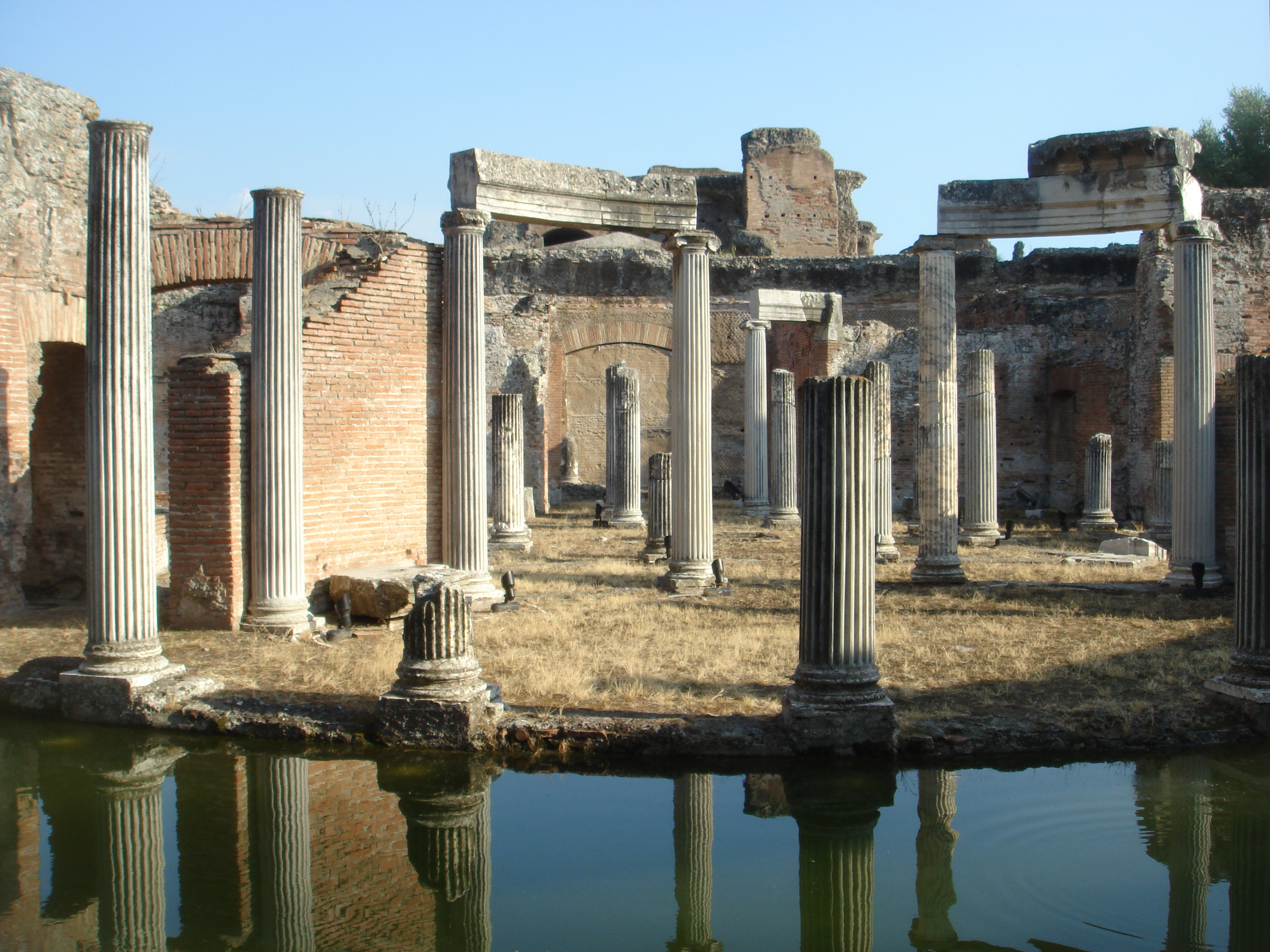
El Teatro Marítimo.

- El Pecile es una reconstrucción de la Estoa Poikile o Estoa Pecile (pórtico pintado) que era el centro político y cultural de la ciudad de Atenas, por la que se paseaban los estoicos que de ella tomaron su nombre, la predilecta de Adriano durante sus numerosos viajes.
- Edificio con tres exedras.
- El teatro griego.
- Las Termas Pequeñas, destinadas a los sirvientes.
- Las Termas Grandes, destinadas a la nobleza.
- Los cien cuartitos, destinados al personal de servicio.
- El Antinoeion, que se teoriza sirvió no solamente como templo a la memoria de Antinoo, sino también como su sepulcro, y que fue descubierto en 1998.[3]

## La Construcción
Villa Adriana, fue construida en varias fases. El Emperador podía ver desde la zona conocida como «el teatro griego», cuya peculiar estructura permitía a Adriano, contemplar las obras de su complejo. 
Se puede decir además que hay una planificación previa en la construcción, ya que debajo se excavaron previamente una serie de túneles y galerías que permitían el movimiento del servicio y de los animales, sin tener que mezclarse así con el Emperador y sus invitados, que podían disfrutar libremente del complejo.
Se ha constatado cuatro fases de construcción en Villa Adriana.